# Wapen van Jamaica

Wapen van Jamaica

Het wapen van Jamaica is in gebruik sinds 1661 (toen Jamaica nog een kolonie was van het Verenigd Koninkrijk) en is in 1957 licht aangepast. Het origineel is ontworpen door de Aartsbisschop van Canterbury van die tijd: Willam Sandcroft.

## Beschrijving
Op een zilveren schild staat een rood kruis met daarop vijf gouden ananassen. Daar boven staat een goud met rode helm met daar weer bovenop een krokodil. Aan de zijkanten van het wapen staan een man en een vrouw in de traditionele kleding van de Arowakken.

## Motto
Het motto is in de loop van de jaren veranderd. De originele tekst in het Latijn was INDUS UTERQUE SERVIET UNI, ofwel Twee indianen zullen dienen als één. Dit was een verwijzing naar de samenwerking tussen de Arowakken en de Taino. Inmiddels is de tekst Out of Many, One People (Uit velen, één volk).
Antigua en Barbuda · Aruba · Bahama's · Barbados · Belize · Canada · Costa Rica · Cuba · Curaçao · Dominica · Dominicaanse Republiek · El Salvador · Grenada · Guatemala · Haïti · Honduras · Jamaica · Mexico · Nicaragua · Panama · Saint Kitts en Nevis · Saint Lucia · Saint Vincent en de Grenadines · Sint Maarten · Trinidad en Tobago · Verenigde Staten
Afhankelijke gebieden

Amerikaanse Maagdeneilanden · Anguilla · Bermuda · Britse Maagdeneilanden · Groenland · Guadeloupe · Kaaimaneilanden · Martinique · Montserrat · Navassa · Puerto Rico · Saint-Pierre en Miquelon · Turks- en Caicoseilanden